# Бу Хаджла
Бу Хаджла (араб. بوحجلة) — місто в Тунісі. Входить до складу вілаєту Кайруан. Станом на 2004 рік тут проживало 6 002 особи.